# Mag- och tarmförbundet
För riksdaler riksmynt (RKD RMT), se riksdaler
Mag- och tarmförbundet (fd Riksförbundet för Mag- och Tarmsjuka, RMT,) verkar för att personer med funktionsstörningar i matsmältningskanalen ska kunna leva ett liv som så lite som möjligt påverkas av dessa störningar genom att stödja medlemmarna, sprida kunskap och påverka samhället. Förbundet är partipolitiskt och religiöst obundet. 
Organisationen grundades 1979 och har 2016 cirka 7000 medlemmar. Förbundet har en avdelning för barn och unga som heter Unga Magar.
Förbundet är medlem i Funktionsrätt Sverige. 
Mag- och tarmförbundet består av förbundet (på nationell nivå) samt läns- och lokalföreningar, vilka ansvarar för verksamheten på läns- och lokalnivå. Unga Magar består likaledes av en nationell del inom förbundet och av verksamhet för unga inom de olika läns- och lokalföreningarna.